# Принцхёфте
Принцхёфте (нем. Prinzhöfte) — община в Германии, в земле Нижняя Саксония.
Входит в состав района Ольденбург. Подчиняется управлению Харпштедт. Население составляет 770 человек (на 31 декабря 2010 года). Занимает площадь 41,98 км².
| Год  | Население |
| ---- | --------- |
| 1990 | 691       |
| 1995 | 714       |
| 2000 | 733       |
| 2005 | 739       |
| 2010 | 770       |